# Урошевич, Велько
Велько Урошевич (серб. Вељко Урошевић / Veljko Urošević; 27 февраля 1978, Белград) — сербский гребец, выступал за сборные Югославии, Сербии и Черногории, Сербии по академической гребле на всём протяжении 2000-х годов. Участник летних Олимпийских игр в Афинах, дважды серебряный призёр чемпионатов Европы, победитель многих регат национального и международного значения.

## Биография
Велько Урошевич родился 27 февраля 1978 года в Белграде. Активно заниматься гребным спортом начал с раннего детства, проходил подготовку в столичном спортивном обществе «Партизан». 
Дебютировал в международных соревнованиях в сезоне 1996 года, выступив на чемпионате мира по академической гребле среди юниоров в шотландском Глазго. 
Первого серьёзного успеха на взрослом международном уровне добился в сезоне 2004 года, когда вошёл в основной состав сербско-черногорской национальной сборной и благодаря череде удачных выступлений удостоился права защищать честь страны на летних Олимпийских играх в Афинах. Стартовал здесь в программе четвёрок распашных без рулевого лёгкого веса совместно с партнёрами по команде Гораном Недельковичем, Милошем Томичем и Ненадом Бабовичем — они заняли четвёртое место на предварительном квалификационном этапе, затем показали второй результат в утешительном отборочном заезде, стали пятыми на стадии полуфиналов и попали тем самым в утешительный финал «Б», где финишировали первыми. Таким образом, гребцы Сербии и Черногории расположились в итоговом протоколе соревнований на седьмой строке.
После афинской Олимпиады Урошевич остался в основном составе сербской национальной сборной и продолжил принимать участие в крупнейших международных регатах. Так, в 2007 году он побывал на чемпионате Европы в польской Познани, откуда привёз награду серебряного достоинства, выигранную в лёгких распашных четвёрках без рулевого. Год спустя на европейском первенстве в греческом Марафоне вновь стал серебряным призёром в той же дисциплине. Пытался пройти отбор на Олимпийские игры 2008 года в Пекине, но не смог этого сделать из-за слишком высокой конкуренции и вскоре принял решение завершить карьеру профессионального спортсмена, уступив место в сборной молодым сербским гребцам.